# Mont-Saint-Sulpice
Mont-Saint-Sulpice es una localidad y comuna francesa situada en la región de Borgoña, departamento de Yonne, en el distrito de Auxerre y cantón de Seignelay.

## Demografía
| 1 155 | 1 164 | 1 356 | 1 258 | 1 483 | 1 478 | 1 568 | 1 600 | 1 528 | 1 503 | 1 452 | 1 342 | 1 310 | 1 236 | 1 188 | 1 120 | 1 091 | 999 | 905 | 856 | 758 | 732 | 684 | 658 | 650 | 662 | 601 | 564 | 598 | 709 | 768 | 807 | 781 |
| Para los censos de 1962 a 1999 la población legal corresponde a la población sin duplicidades (Fuente: INSEE [Consultar]) |       |       |       |       |       |       |       |       |       |       |       |       |       |       |       |       |     |     |     |     |     |     |     |     |     |     |     |     |     |     |     |     |